# 法兰克福棕榈园

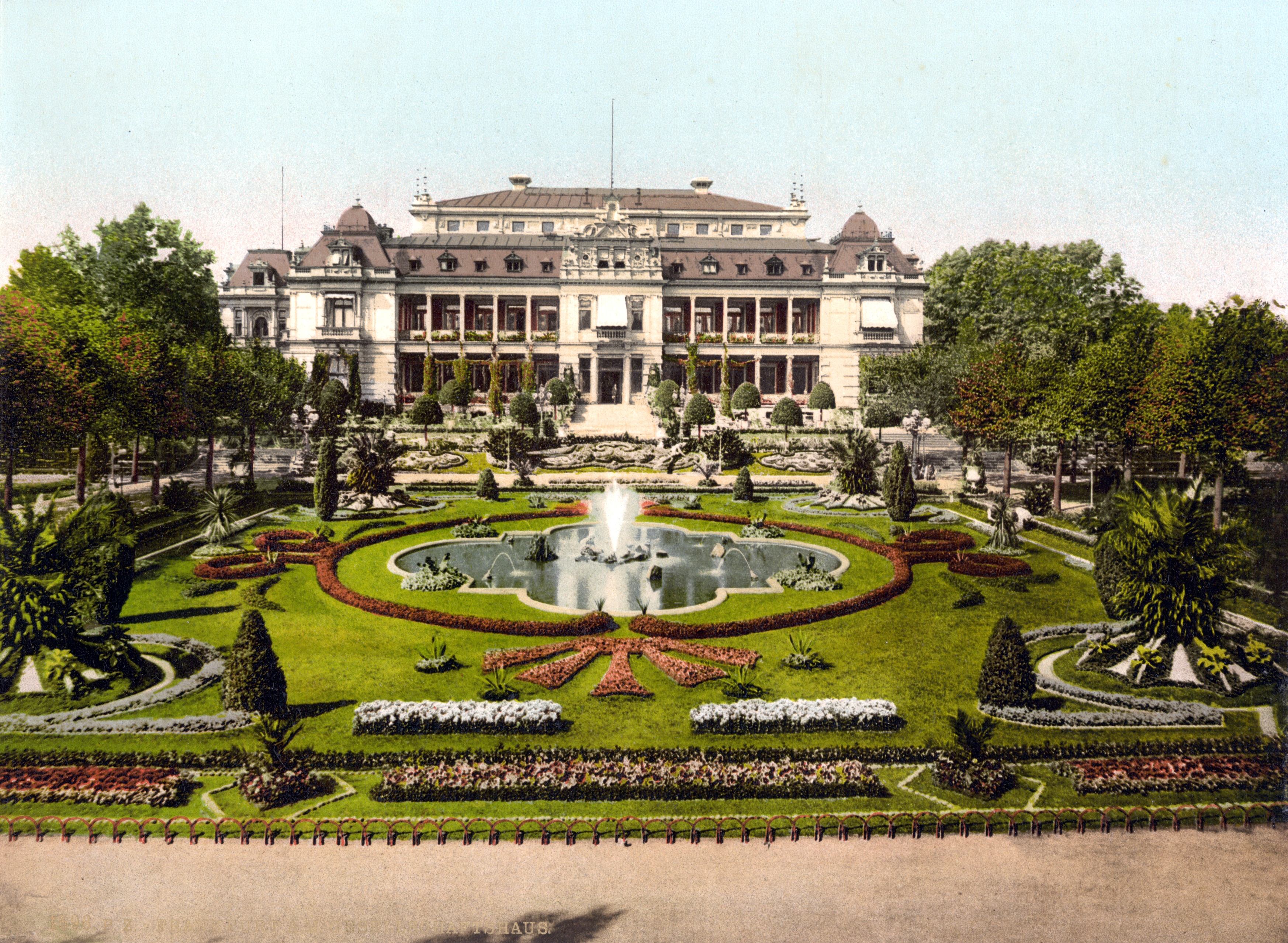
法兰克福棕榈园（1890年至1900年）

法兰克福棕榈园（Palmengarten Frankfurt）位於德国美茵河畔法兰克福，是德国最大的植物园，另一座規模較大的是法蘭克福植物園，緊鄰在棕櫚園旁。
棕櫚園与许多法兰克福的公共设施一样，由私人融资和施工。1871年建成，并向公众开放。1931年被法兰克福市政府接管，在第二次世界大战後被美国佔領當局接管。1960年代又交还回法兰克福市，并进行重建。战爭中毁坏的大厅在其中得到重建。1992年，重建完成。
50°07′24″N 8°39′29″E / 50.12333°N 8.65806°E